# Escalade de Genève

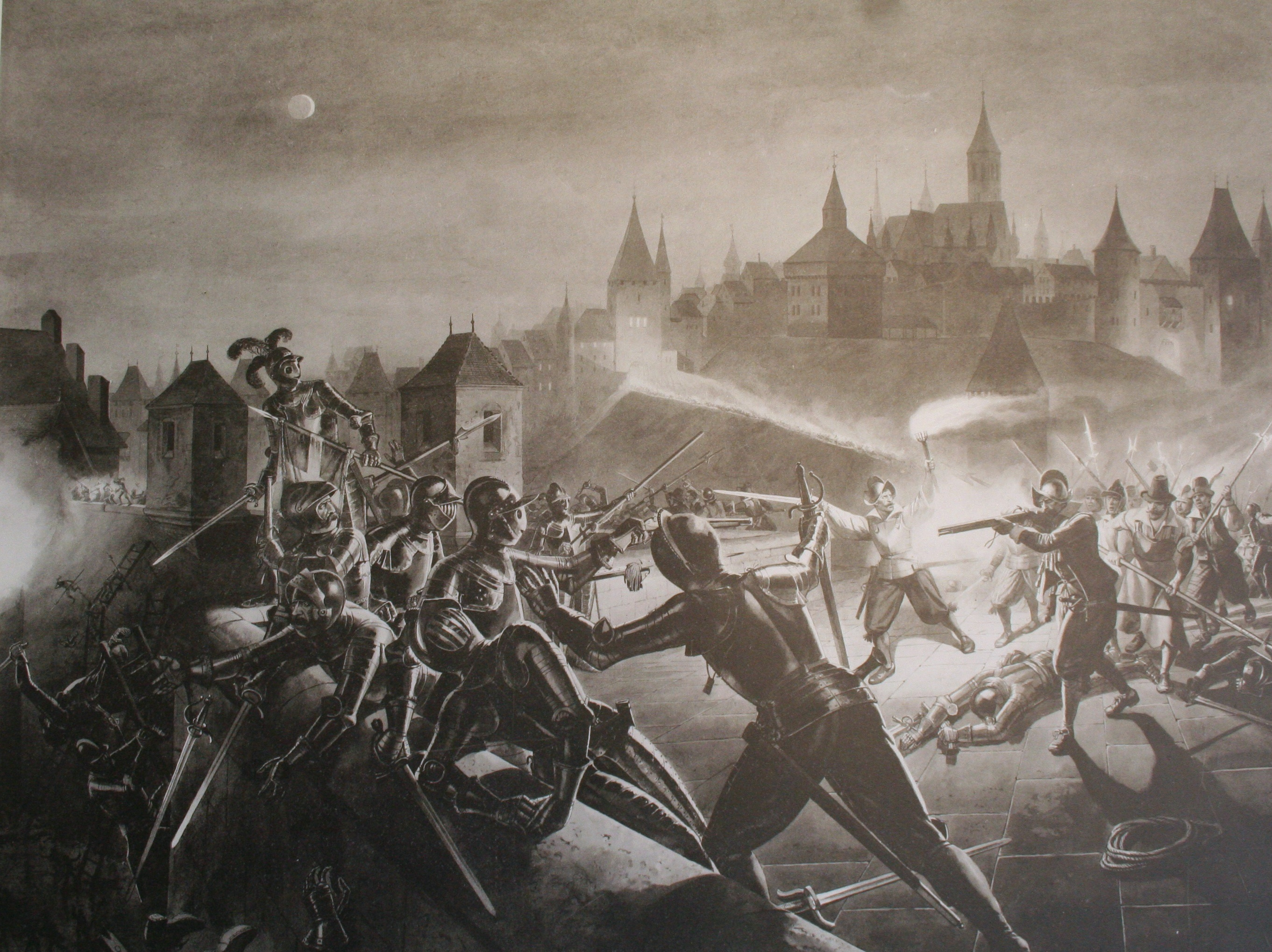
Die Escalade auf einer Darstellung von Karl Jauslin

Die Escalade de Genève, L’Escalade bzw. Fête de l’Escalade ist ein jährlich stattfindendes Fest zur Erinnerung an die erfolgreiche Verteidigung der Stadt Genf gegen Karl Emanuel von Savoyen in der Nacht vom 11. Dezemberjul. / 21. Dezember 1602greg. zum 12. Dezemberjul. / 22. Dezember 1602greg.. Die Geschichte wird im Lied Cé qu’è lainô, der inoffiziellen Hymne der Republik und des Kantons Genf, erzählt.
Etwa 2000 bis 3000 savoyardische Söldner schlichen im Schutze der Dunkelheit von der Arve her kommend zur Stadtmauer von Genf. Einem kleinen Kampftrupp von etwas über 200 Mann gelang die Ersteigung der Mauer mittels zweier Leitern (deshalb die Bezeichnung Escalade für «Kletterei»), bevor Alarm geschlagen und das Gatter des Stadttores Porte Neuve heruntergelassen und die handstreichartige Einnahme Genfs durch Savoyen abgewehrt werden konnte. In der Folge wurde im Frieden von Saint-Julien die Unabhängigkeit Genfs anerkannt.
Zum Fest, das am 12. Dezember gefeiert wird, gehören seit 1902 ein historischer Fackelzug und seit 1978 ein Stadtlauf.
Eine der grossen Symbolfiguren dieses Festes ist die Mère Royaume (Mutter Königreich), die der Legende nach während der nächtlichen Schlacht einen savoyischen Soldaten in den Gassen der Stadt erschlagen hat, indem sie ihren gusseisernen Topf voll heisser Suppe auf ihn hinunterfallen liess.
Dies soll der Ursprung des Schokoladentopfes (Marmite de l’Escalade) sein, der heute mit Marzipangemüse gefüllt wird, sowie der Gemüsesuppe, die zu diesem Fest gehört. Traditionell wird der Schokoladentopf vom Jüngsten und dem Ältesten aller Anwesenden gemeinsam zerschlagen, nachdem der rituelle Satz „Et qu’ainsi périssent les ennemis de la république!“ («Auf dass die Feinde der Republik untergehen!») gesprochen wurde.

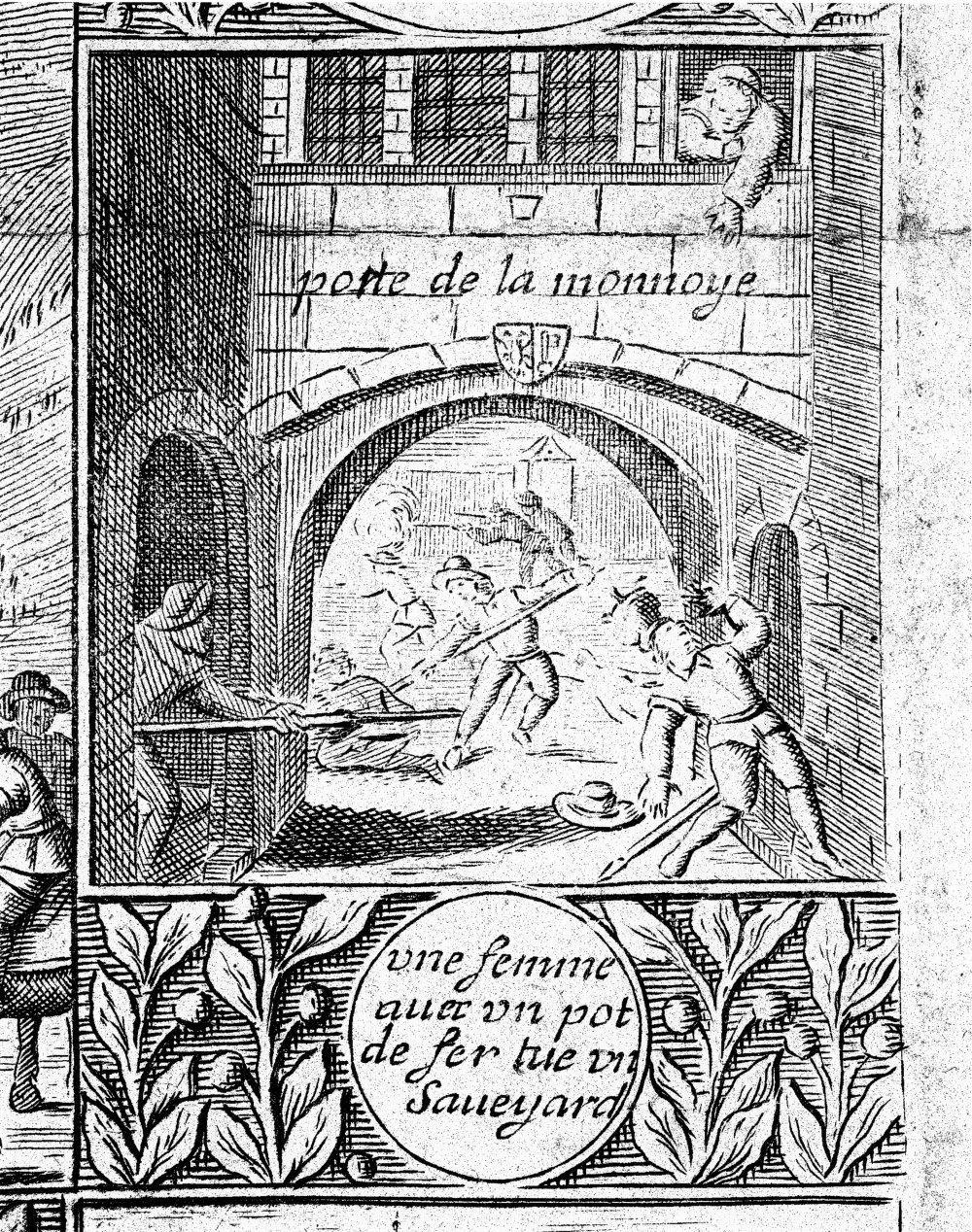
Historische Darstellung der Mère Royaume  (unten: «Eine Frau tötet einen Savoyarden mit einem eisernen Topf»)
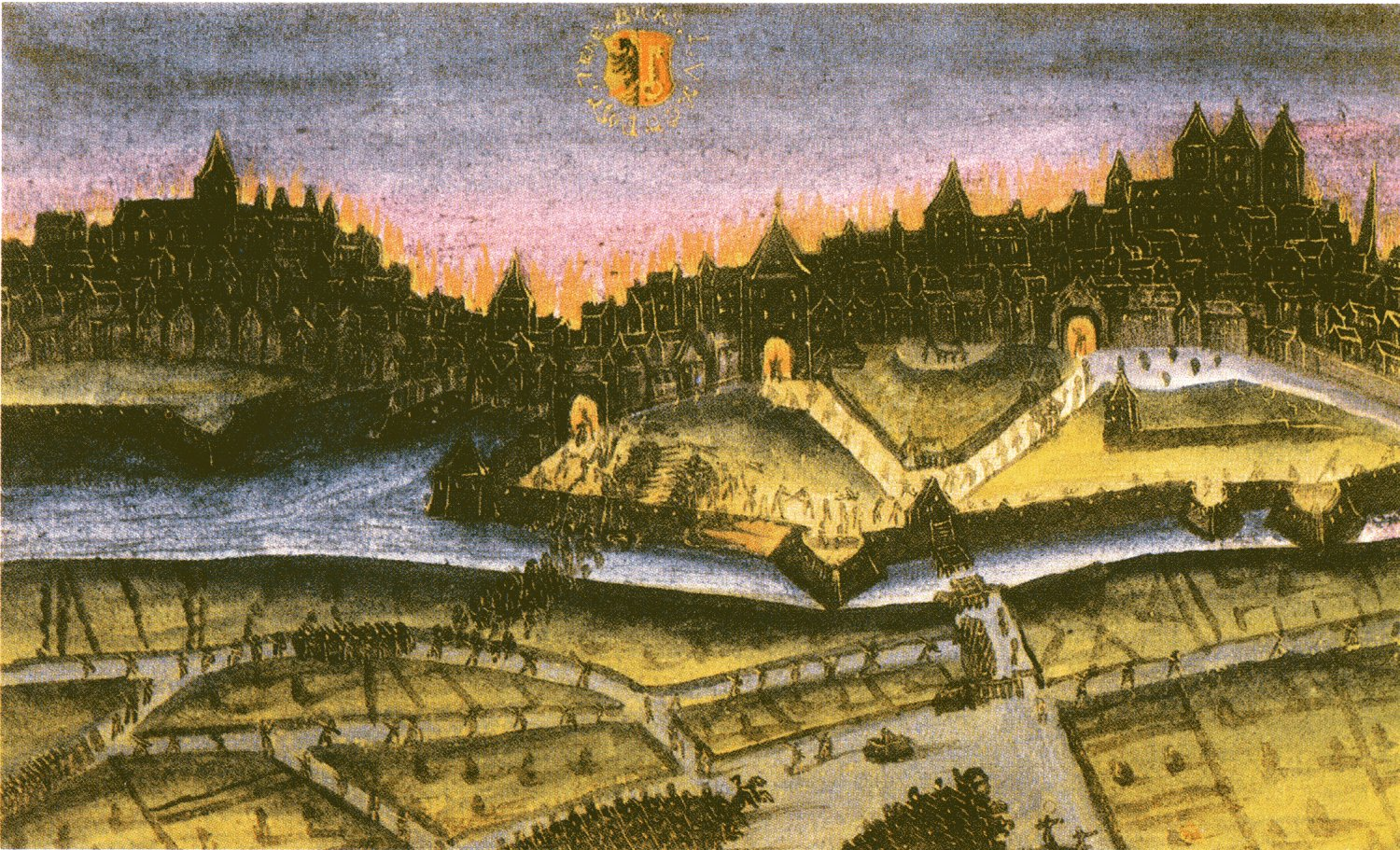
Darstellung der Escalade von Samuel Frisching
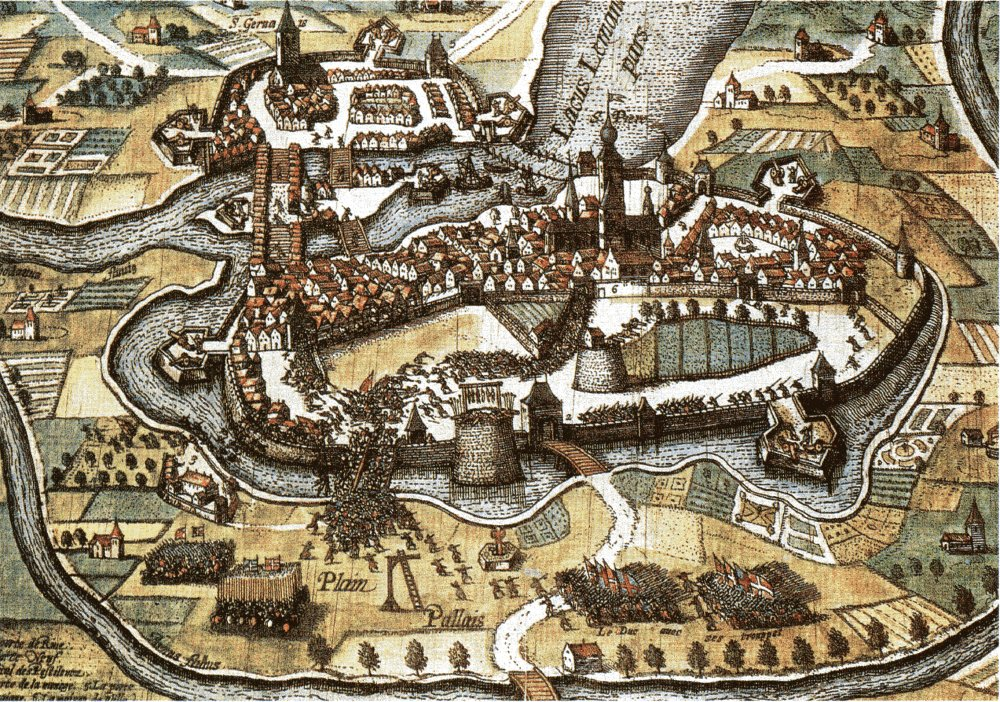
Darstellung der Escalade aus der Vogelperspektive
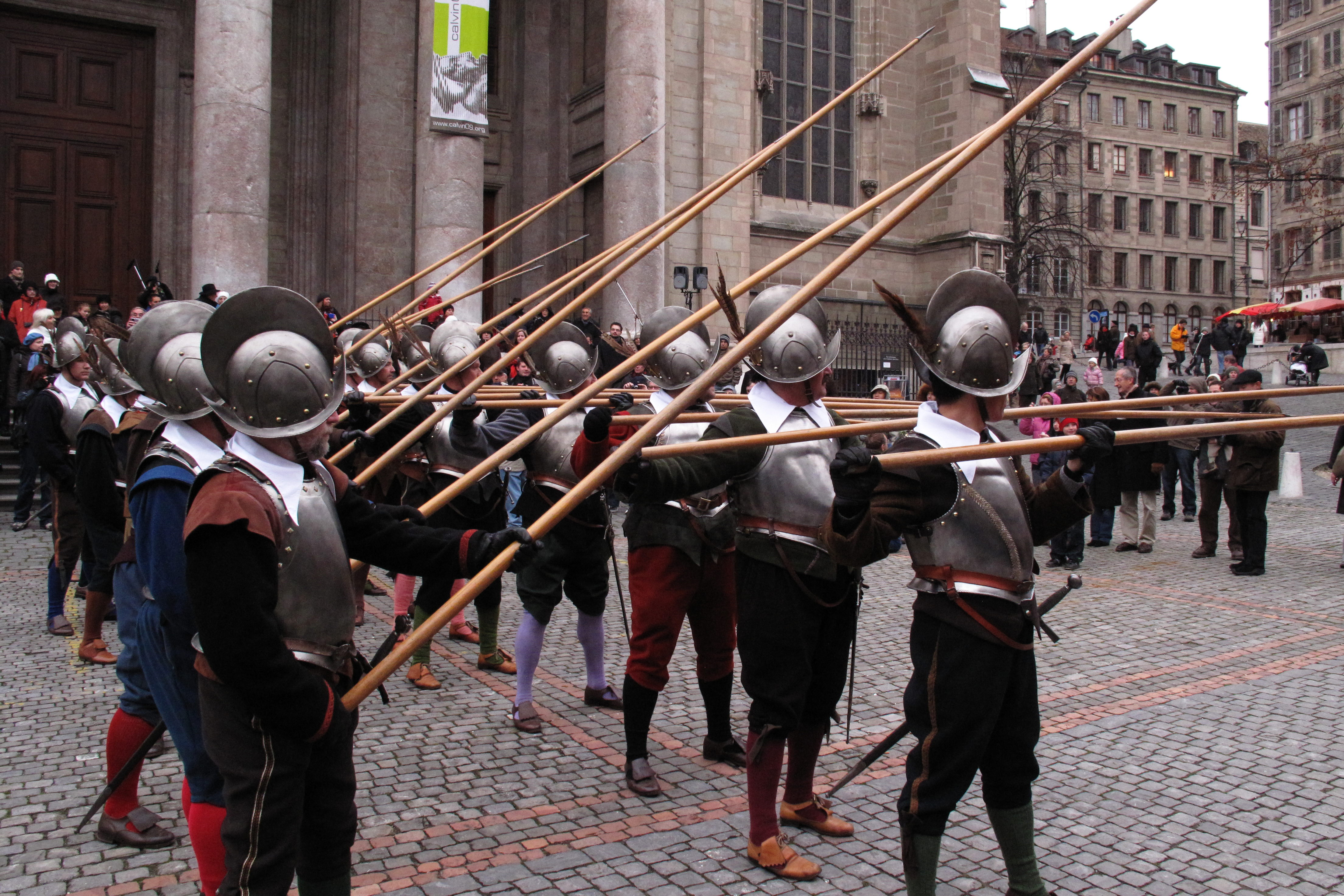
Reenactment an der Escalade 2009
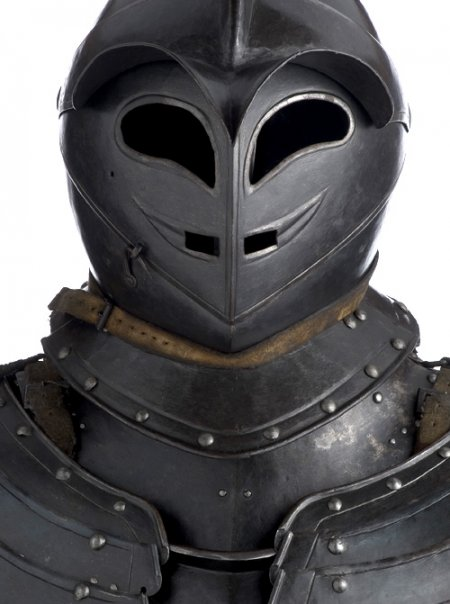
Erbeutete savoyardische Rüstung